# Castel Rozzone
Castel Rozzone (lombardul: Castèl Russù) település Olaszországban, Lombardia régióban, Bergamo megyében. Lakosainak száma 2787 fő (2023. január 1.). Castel Rozzone Arcene, Treviglio, Brignano Gera d’Adda és Lurano községekkel határos.

## Népesség
A település lakossága az elmúlt években az alábbi módon változott:
| Lakosok száma | 2875 | 2849 | 2787 |
|               | 2017 | 2018 | 2023 |